# Princess Virtue
Princess Virtue er en amerikansk stumfilm fra 1917 af Robert Z. Leonard.

## Medvirkende
- Mae Murray som Lianne Demarest
- Lule Warrenton som Clare Demarest
- Wheeler Oakman som Basil Demarest
- Clarissa Selwynne som Grevinne Oudoff
- Gretchen Lederer som Sari